# ديده بان (لارستان)
ديده بان (بالفارسية: دیده‌بان) (بالإنجليزية: Didehban)‏، قرية في ناحية صحراء باغ (بالفارسية: بخش صحراى باغ)، قسم عمادده الريفي، مقاطعة لارستان، محافظة فارس، إيران. يبلغ عدد سكانها حسب إحصاء عام 2006 ميلادية 1,620 نسمة في 352 عائلة.